# Saifoulaye Diallo
El-Hadj Saifoulaye Diallo comummente referido somente como Saifoulaye Diallo (Diari, Guiné - 1 de julho de 1923 – Conacri, Guiné - 25 de setembro de 1981) foi um político e membro de gabinete guineense popularmente conhecido por fundar com Ahmed Sékou Touré em 1951, o Partido Democrático da Guiné (PDG).

## Trajetória e História

### Trajetória em Vida Pública
Era um filho de um chefe peúle, diplomou-se na universidade William Ponty no Senegal. Em um período de política francesa aberta para com as colônias na África Ocidental, Diallo assumiu o posto de deputado na A.O.F. em 1946, vários outros representantes e eleitos para cargos africanos de etnia assumiram também nesse tempo.
Diallo serviu na Assembleia Nacional da França de 1956 a 1958. Foi o secretário político do Partido Democrata da Guiné e o estadista número dois de facto durante os primeiros cinco anos da República da Guiné. Serviu como Presidente da Assembleia Territorial (março de 1957-1958) e presidente da Assembleia Nacional (1958-1963). Em janeiro de 1963, ele entrou no governo como Ministro de Estado e ocupou várias carteiras de gabinete (assuntos estrangeiros, finanças e serviços sociais), em 1969 passou a ocupar o cargo de ministro de planejamento econômico. Exerceu cargos no governo sob o do presidente Ahmed Sékou Touré até a sua morte em 1981.

### A Vida Decorrida - Detalhes em Carreira
El-Hadj esteve na esfera de influência na Guiné, além de ser o idealizador do partido que priorizou o referendum de independência – quando o país se tronou independente em 1958,  continuou ele a assumir cargos no governo.
Foi citado em várias passagens; François Mitterand (1962) menciona: " A personalidade forte e interessante do Sr. Saifoulaye Diallo, cujo papel na Guiné é considerável ''.  No local em Conakri, o Padre. Bernard Charles (1963) questiona e realiza a autoridade e o prestígio de Diallo . "Ele raramente fala, dá poucas entrevistas. Mas ele está sempre presente. " Ameillon (1964) ressalta que "o papel principal na (reforma) (partido) voltou a Diallo Saifoulaye, um Foula alto e lânguido, superiormente inteligente, frio e sistemático. Foi ele que melhor aceitou o ensino político, que eles tiveram todos os três recebidos na célula "Grupos de Estudo Comunistas", criada em Conakry nos anos 1945-1946, por alguns professores comunistas europeus, " incluindo Jean Suret-Canale.
De 1947 a 1951, Saifoulaye compartilhou as ordens do partido sucessivamente com a Mamadou Madeira Keita e Amara Soumah. Durante este período, Sékou Touré ocupou o quarto lugar no sistema da liderança. Em 1951, ele usurpou o secretariado geral na sequência da demissão de Soumah e da atribuição de Keita e Diallo ao Daomé (Benin) e ao Alto Volta (Burkina Faso), respectivamente. Saifoulaye voltou a Conakry em 1953. Profundamente enfraquecido pela tuberculose, ele continuou suas atividades e reocupou sua função anterior como secretário político do CEO. Mas, entretanto, as ambições de Sékou haviam decolado, especialmente graças ao financiamento de Houphouët-Boigny, presidente da RDA, e em apoio de Bernard-Cornut Gentille, governador-geral da África Ocidental Francesa, com base em Dakar. Não impede. A ascendência de Saifoulaye sobre os quadros do partido que permaneceu intacta.
RW Johnson em 1970 observa: "Ao longo do CEO Saifoulaye Diallo foi considerado líder líder "intelectual" do que Touré e de maior estatura moral. Na verdade, tem havido muitos rumores de um golpe para substituir Touré por Saifoulaye Diallo à frente do CEO, rumores que nunca vieram porque Saifoulaye Diallo aparentemente não estava disposto a se envolver em tal movimento. " ...
Saifoulaye acumulou as funções de secretário político e presidente da Assembleia, primeiro do território, de 1957 a 1958, então nacional, de 1958 a 1963. Um chamado '' Bicéfalismo'' pelos historiadores, bateu nos modos do Estado durante os primeiros anos de independência. Os retratos dos dois homens decoravam escritórios e lugares públicos. E a imprensa nacional e nacional cobriu os presidentes Toure e Diallo. No entanto, Ibrahima Baba Kake (1987) aponta que no seminário de quadros realizado em Foulaya Em 1962, uma maioria simples em Quindia votou a favor da eleição de Saifoulaye como Secretário-Geral. Sekou Toure foi convidado a dedicar-se apenas à presidência da república. Mas Saifoulaye declinou e desistiu em favor de Sékou Touré. Este incidente no mais alto nível do partido reviveu a rivalidade que existiu sempre entre os dois homens. A reação de Sékou foi rápida. Em janeiro de 1963 conseguiu suprimir o cargo de secretário político, que fez de Saifoulaye o número oficial 2 do partido. E retirou-o da Assembleia Nacional nomeando-o Ministro de Estado. O parlamento era, é claro, uma câmara simples que faz eco das decisões do Buró Político Nacional – de que Saifoulaye era o líder. Mas por sua significância histórica e sua influência real, de jure e de fato, foi um contrapeso ao poder executivo, exercido por Sékou Touré.